# Microtrochalus bipunctatus
Microtrochalus bipunctatus is een keversoort uit de familie bladsprietkevers (Scarabaeidae). De wetenschappelijke naam van de soort is voor het eerst geldig gepubliceerd in 1902 door Brenske.